# Євгеній IV
Євгеній IV (лат. Eugenius IV, Габріель Кондульмер, італ. Gabriele Condulmer; 11 січня 1383, Венеція — 23 лютого 1447, Рим) — 207-й Папа Римський з 3 березня 1431 по 23 лютого 1447 року. 
Понтифік з найцікавішими подіями під час свого правління і один з найбільш замовчуванних. Під час його понтифікату відбувалися Базельский собор (1431-1449), тривалий консиліум церковних ієрархів, який намагався розпочати реформацію католицької церкви, 
Ферраро-флорентійский собор (1438-1445), де було укладено орос про об'єднання католицької та православної ортодоксальної церков під головуванням Папи Римського і підписано унію з візантійським імператором Іоаном та константинопольським патріархом, закінчено гуситські війни у Богемії, короновано імператорською короною Сигізмунда Люксембурга, 
започатковано новий герб імперії - двоголового орла,  
організовано останній хрестовий похід на османів під начало короля Польського та Угорського Владислава ІІІ Варненчика, який щоправда завершився поразкою під Варною у 1444 році, однак призупинив експансію османів на кілька десятків років. 
Євгеній ІV відмовився визнавати рішення  Базельського собору, яке поставило собор вище папської влади, що призвело до обрання учасниками синоду в1439 році іншого понтифіка Фелікса V (антипапу).
Натомість у 1438 році скликав новий собор у Феррарі (1438—1439). Потім цей собор у 1439 році був перенесений у Флоренцію (1439—1442) і завершив свою роботу в Римі (1443—1445).
У роботі собору взяли участь візантійський імператор Іоанн VIII Палеолог, константинопольський патріарх Йосиф II та митрополит Київський Ісидор, які після тривалих переговорів з Євгенієм IV уклали Флорентійську унію 1439 року.
Отримавши підтримку візантійського імператора, німецького короля Фрідріха, з яким його наступник папа Миколай V уклав Віденський конкордат та інших монархів Європи папа Євгеній IV зміцнив засади верховенства католицької церкви, поширив її вплив на ряд східних церков, що відклало можливості реформації на кілька десятиліть.